# فلسطينيو نيكاراغوا
فلسطينيو نيكاراغوا (لغة إسبانية: هم نيكاراغويون من أصول فلسطين، والذين ولدوا في نيكاراغوا أو هاجروا لها. وهم جزء من عرقية العرب المغتربون في نيكاراغوا.

## التاريخ
في مراحل مختلفة بين عقدي 1890 و1940، شهدت العديد من دوب أمريكا اللاتينية موجات هجرة من العرب، وقد وضعت هذه الدول قوانين وتشريعات تقيّد دخول عرب إلى أراضيها، ومنعت بقاء العرب الموجودين أصلاً فيها، فضلاً عن تقليص الأنشطة التجارية التي يقومون بها.
على الرغم من أن عدد الفلسطينيين الدقيق غير متوفر، إلا أن غوزمان كتب: «من الجائز أنه من نهاية القرن التاسع عشر حتى عام 1917، عندما دخلت الدولة العثمانية مراحلها الأخيرة، كان ثمة حوالي 40 عائلة فلسطينية في نيكاراغوا خلال الحرب العالمية الأولى».. بحلول عام 2000، بلغ عدد العائلات من عرب فلسطين في نيكاراغوا 500 عائلة، ومعظمهم من المسيحيين، وعدد قليل منهم من المسلمين، جاء معظمهم من قرى رام الله والقدس وبيت جالا وبيت لحم.

## الثقافة وأسلوب الحياة

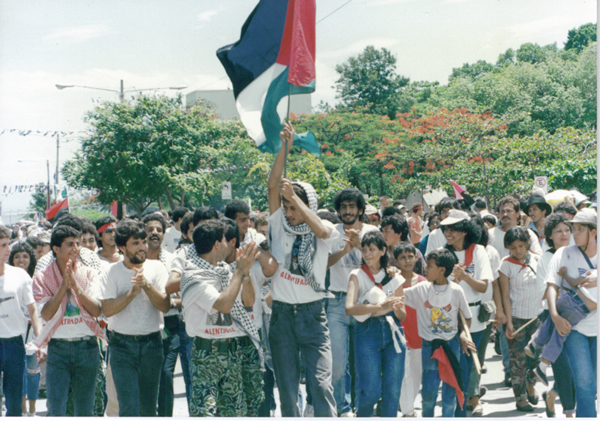
فلسطينيون يحتفلون بالذكرى العاشرة للثورة في نيكاراغوا ويلوحون بالأعلام الفلسطينية.عندما

وصل الفلسطينيون إلى نيكاراغوا، كان العديد منهم من الأرياف وكانوا يملكون خبرة في الزراعة، وقد استمروا بممارستها في المهجر، على الرغم من أن العديدين منهم لم يكونوا قادرين على شراء الأراضي. ومع ذلك، وجد العديد من الفلسطينيين أنفسهم منغمسين بالأعمال التجارية وحققوا أرباحاً بعد أن أسسوا أعمالاً في تجارة التجزئة في ماناغوا وغرناطة وماسايا، حيث قررت الغالبية الاستقرار. تنوعت تجارة الفلسطينيين بين الألبسة والأغذية.
حاول الفلسطينيون في نيكاراغوا جذب العرب غير الفلسطينيون وذلك عن طريق إنشاء النادي العربي عام 1958، وقد نجحوا في جذب السوريين واللبنانيين، لكن حوالي 80% من الأعضاء هم فلسطينيون.

## أعلام
- سليم شبلي[3]
- موسى حسن (سياسي) [الإنجليزية][4]